# Grandifoxus vulpinus
Grandifoxus vulpinus är en kräftdjursart som beskrevs av Coyle 1982. Grandifoxus vulpinus ingår i släktet Grandifoxus och familjen Phoxocephalidae. Inga underarter finns listade i Catalogue of Life.